# Urla del silenzio
Urla del silenzio (The Killing Fields) è un film britannico del 1984 diretto da Roland Joffé.
La pellicola è ispirata alla vicenda della guerra civile in Cambogia e alla susseguente presa del potere da parte dei khmer rossi e del loro leader Pol Pot.

## Trama

### Cambogia, 7 agosto 1973
Sidney Schanberg e il suo interprete e guida Dith Pran vengono mandati nella Repubblica Khmer per compiere una cronaca sulla guerra civile in Cambogia tra i khmer rossi e il governo del premier Lon Nol. Tra i due si stabilisce un fedele rapporto di amicizia e stima, che li spinge ad una proficua collaborazione sulla diffusione di informazioni di un paese sempre più devastato dalla guerra civile e dai bombardamenti statunitensi, causati dal fatto che il presidente Richard Nixon vuole infatti impedire che la Cambogia si organizzi e dia aiuto al Vietnam del Nord contro gli Stati Uniti.

### Phnom Penh, 17 aprile 1975
Gli khmer rossi occupano la capitale. Intanto la popolazione cambogiana fa festa illudendosi che la guerra sia in qualche modo terminata, ma non è così. Infatti mentre Sidney e Pran tornano a casa, un gruppo di khmer li cattura, umiliandoli. Ma, grazie al coraggio di Pran, i giornalisti vengono liberati e trovano rifugio nell'ambasciata francese, assieme a molti altri rifugiati, attendendo l'arrivo degli elicotteri statunitensi che dovrebbero ricondurli in patria.
Per ordine degli khmer, però, tutti i cittadini cambogiani senza passaporto devono essere espulsi dall'ambasciata e devono tornare a vivere nel paese. Per i cittadini muniti di passaporto, invece, vengono messi a disposizione degli elicotteri per tornare in Europa o in America; purtroppo, Dith Pran non ha più un passaporto, che gli è stato rubato dai soldati Khmer durante la precedente cattura.
Un amico di Sidney, Al, cerca di fabbricarne uno che lo identifichi come cittadino britannico, ma riesce ad allegarvi solo una foto di pessima qualità, che sbiadisce inesorabilmente, rendendo non valido il passaporto. Dith viene quindi costretto a lasciare l'ambasciata, per finire internato nei campi di lavoro e venire rieducato alla vita campestre e al comunismo agrario.

### New York, 1976
Sidney è ormai rientrato a New York; ha contattato numerosi campi profughi e agenzie di soccorso internazionale nella speranza di sapere se Dith è riuscito a lasciare il paese, ma le truppe di Pol Pot hanno steso un velo di silenzio su qualsiasi cosa stia avvenendo in Cambogia. Frattanto Sidney vince il Premio Pulitzer per i suoi reportage di guerra in Cambogia, e, quando gli viene chiesto se nei suoi resoconti abbia sottovalutato la ferocia dei rivoluzionari cambogiani, egli accusa il Governo degli Stati Uniti di aver minato la sanità mentale degli khmer rossi tramite l'immane campagna di bombardamenti, decidendo inoltre di dedicare il premio a Dith, nella speranza che sia ancora vivo.

### Cambogia, tra gli anni 1976 e 1979.
Dopo essere stato internato, Dith viene sottoposto a giornate massacranti e faticose assieme a migliaia di suoi connazionali; il cibo è scarso (solo due ciotole di riso al giorno) e le infrazioni vengono solitamente punite con la morte per percosse o soffocamento. Spinto dalla fame, Dith arriva a nutrirsi del sangue di un bovino della stalla tramite un'incisione sul collo dell'animale, ma viene scoperto e punito, venendo legato a un albero senza cibo né acqua, per poi esser liberato da una delle guardie, che aveva conosciuto prima della rivoluzione.
In seguito cerca di scappare, ma viene nuovamente catturato e incaricato di servire i dirigenti del campo di lavoro. Poiché gli ordini del Partito sono di sterminare chiunque abbia conoscenza di altre lingue oltre al khmer, Dith finge di essere un ex-autista di taxi, evadendo in continuazione le domande dei guardiani del campo, finché un giorno viene scoperto mentre ascolta con una radio un notiziario in lingua straniera.
Con l'invasione della Cambogia da parte dei vietnamiti, il Partito ordina di evacuare i campi e di giustiziare i prigionieri per nascondere le prove dello sterminio; a Dith viene quindi affidato il figlio di uno dei comandanti del campo, che gli chiede di portarlo oltre il confine, in Thailandia; sfortunatamente, il figlio del membro del Partito muore mentre è in braccio a uno dei compagni di fuga di Dith, a causa di una mina. A ottobre 1979 Dith arriva da solo al confine thailandese, in un campo della Croce Rossa, da cui riesce finalmente a contattare il suo amico Sidney a New York.

### Campo profughi della Thailandia, 9 ottobre 1979
Sidney si precipita al confine e, una volta arrivato, può finalmente riabbracciare il suo amico, che è riuscito a rifugiarsi oltre il confine thailandese. Alla domanda di Sidney Mi perdoni?, Dith risponde Niente da perdonare, Sidney, niente. Il film si conclude con Imagine di John Lennon e queste didascalie finali:
Dith Pran tornò con Sidney Schanberg in America per ricongiungersi con la famiglia. Ora lavora come fotografo per il New York Times assieme a Sidney. Il tormento della Cambogia non è ancora finito. I campi profughi sul confine thailandese sono ancora affollati dai bambini sfuggiti ai campi di sterminio.

## Produzione
Joffé, al suo debutto alla regia di un lungometraggio, rievoca i giorni che vissero le popolazioni della Cambogia sotto la dittatura comunista del regime dei Khmer rossi dopo l'evacuazione statunitense del 1975. La storia è liberamente tratta dal best seller del giornalista del New York Times Sydney Schanberg, corrispondente da Phnom Penh in quel periodo.

### Titolo
Il titolo originale del film, The Killing Fields (in italiano I campi di sterminio), è il nome con cui sono oggi noti i campi di lavoro della Kampuchea Democratica.

### Riprese
Le riprese si sono svolte a Phuket e Bangkok in Thailandia e a New York e Toronto dal marzo 1983, proseguendo per tutta l'estate.

## Colonna sonora
La colonna sonora del film è stata composta da Mike Oldfield e pubblicata in LP, CD e musicassetta da Virgin Records nel 1984.

## Distribuzione
Il film è uscito negli Usa il 2 novembre 1984 e in Gran Bretagna il 23 novembre.

## Accoglienza
Il film ha ottenuto un voto del 91% su Rotten Tomatoes.
Nel 1999 il British Film Institute l'ha inserito al 100º posto della lista dei migliori cento film britannici del XX secolo.

## Riconoscimenti
- 1985 - Premio Oscar
  - Miglior attore non protagonista a Haing S. Ngor
  - Miglior fotografia a Chris Menges
  - Miglior montaggio a Jim Clark
  - Candidatura al miglior film a David Puttnam
  - Candidatura alla migliore regia a Roland Joffé
  - Candidatura al miglior attore protagonista a Sam Waterston
  - Candidatura alla migliore sceneggiatura non originale a Bruce Robinson
- 1985 - Golden Globe
  - Miglior attore non protagonista a Haing S. Ngor
  - Candidatura al miglior film drammatico
  - Candidatura alla migliore regia a Roland Joffé
  - Candidatura al miglior attore in un film drammatico a Sam Waterston
  - Candidatura alla migliore sceneggiatura a Bruce Robinson
  - Candidatura alla miglior colonna sonora a Mike Oldfield
- 1985 - American Cinema Editors
  - Candidatura al Miglior montaggio a Jim Clark
- 1986 - Awards of the Japanese Academy
  - Candidatura al miglior film straniero
- 1984 - British Society of Cinematographers
  - Migliore fotografia a Chris Menges
- 1985 - Boston Society of Film Critics Award
  - Miglior film
  - Miglior attore a Haing S. Ngor
  - Miglior attore non protagonista a John Malkovich
  - Migliore fotografia a Chris Menges
- 1985 - David di Donatello
  - Miglior produttore straniero a David Puttnam
- 1985 - Directors Guild of America
  - Candidatura al DGA Award a Roland Joffé
- 1986 - Guild of German Art House Cinemas
  - Miglior film straniero a Roland Joffé
- 1986 - London Critics Circle Film Award
  - Regista dell'anno a Roland Joffé
- 1984 - Los Angeles Film Critics Association Award
  - Migliore fotografia a Chris Menges
  - Candidatura al miglior attore non protagonista a John Malkovich
- 1984 - National Board of Review Award
  - Migliori dieci film
- 1985 - National Society of Film Critics Award
  - Miglior attore non protagonista a John Malkovich
  - Migliore fotografia a Chris Menges
- 1984 - New York Film Critics Circle Award
  - Migliore fotografia a Chris Menges
  - Candidatura al miglior film
- 1988 - Political Film Society
  - Premio Speciale
- 1985 - Premio BAFTA
  - Miglior film a David Puttnam
  - Miglior attore protagonista a Haing S. Ngor
  - Miglior attore debuttante a Haing S. Ngor
  - Migliore sceneggiatura non originale a Bruce Robinson
  - Migliore fotografia a Chris Menges
  - Migliore scenografia a Roy Walker
  - Miglior sonoro a Ian Fuller, Clive Winter e Bill Rowe
  - Miglior montaggio a Jim Clark
  - Candidatura alla migliore regia a Roland Joffé
  - Candidatura al miglior attore protagonista a Sam Waterston
  - Candidatura al miglior trucco a Tommie Manderson
  - Candidatura al migliori effetti speciali a Fred Cramer
  - Candidatura alla miglior colonna sonora a Mike Oldfield
- 1986 - Premio César
  - Candidatura al miglior film straniero a Roland Joffé
- 1985 - Writers Guild of America
  - WGA Award a Bruce Robinson